# Susanna Mayr

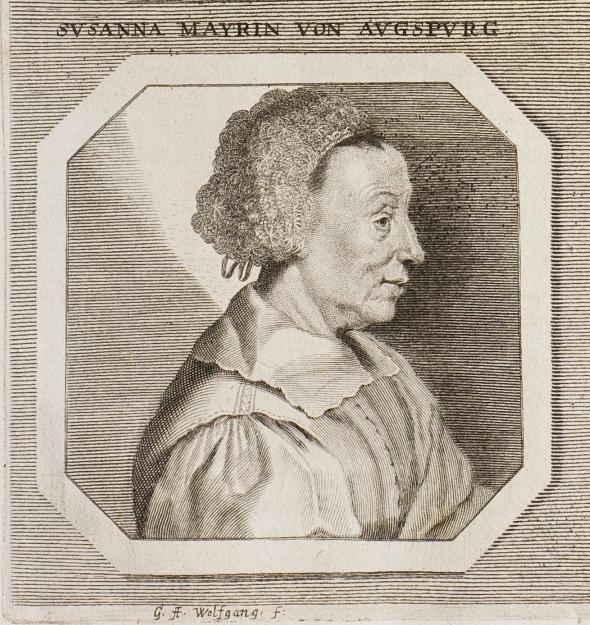
Susanna Mayr

Susanna Mayr (* um 1600 als Susanna Fischer in Augsburg; † 1674 ebenda) war eine deutsche Barockmalerin, Kupferstecherin und Silhouettenschneiderin. Sie war die Tochter und Schülerin des Augsburger Goldschmieds und Malers Johannes Fischer und Mutter des Malers Johann Ulrich Mayr.

## Leben und Wirken

### Herkunft und Familie
Susanna Mayr wurde in Augsburg als Tochter des Goldschmieds und Malers Johannes Fischer in Augsburg geboren, wo sie auch ihr ganzes Leben verbrachte. Ihr Vater war nach Reisen in Italien in Augsburg als Öl- und Freskenmaler tätig und unterrichtete seine Tochter schon früh im Zeichnen und Malen. Der Maler und Kunsthistoriker Joachim von Sandrart lobte ihre künstlerischen Fähigkeiten in höchsten Tönen, unter anderem auch ihre Silhouettenschnitte, die auf weißem Pergament, handflächengroß, viele wohlgezeichnete Bäumlein, Landschaften und Jagdszenen sauber geschnitten zeigen. Auch im Künstler-Lexikon von 1839 führte Georg Kaspar Nagler aus: „Susanna hatte Talent, und daher waren ihr Fortschritte bald sehr bedeutend“.
1622 heiratete Susanna Fischer den wohlhabenden Augsburger Kaufmann Christoph Georg Mayr. Sie hatten mindestens drei erwachsene Kinder: Hans Christoph (* um 1625; † vor 1691), Johann Ulrich und Daniel. Johann Ulrich war von ihr unterrichtet worden und wurde ein bedeutender Barockmaler, der bei Rembrandt in Amsterdam und Jacob Jordaens in Antwerpen gelernt, in Rom und London gearbeitet hatte und später zurück nach Augsburg ging. Daniel war Ratsconsulent der Stadt Augsburg.
Susanna Mayr arbeitete auch nach ihrer Heirat weiter als Künstlerin, vor allem als Malerin und Porträtistin. Sie starb 1674 in Augsburg.